# ラニエリ・ホセ・セチナト
ラニエリ（Ranielli）ことラニエリ・ジョゼ・セチナート（Ranielli José Cechinato、1970年12月19日 - ）は、ブラジル・パラナ州クリチバ出身の元プロサッカー選手。ポジションはミッドフィールダー。

## 経歴
SERカシアス・ド・スルでキャリアをスタートさせ、1990年にSEパルメイラスに移籍。1991年、セルジーニョ・フラウジーニャと共にセザール・サンパイオとのトレードという形でサントスFCに移籍。サントスには1995年8月まで在籍しその後1995年はグレミオFBPA、1996年はボタフォゴ・ジ・リベイロン・プレットとCRヴァスコ・ダ・ガマ、1997年にCAジュベントス、1998年はSEマトネンシでプレー。
1999年はポルトゥゲーザ・サンチスタとAAポンチ・プレッタを経て、1999年8月11日に退団が決まっていたヴィジャマジョールとの交換トレードという形でJリーグ・アビスパ福岡加入が発表された。同じ時期に福岡に在籍していたフェルナンドとはブラジル時代に何度も対戦しており、「彼はチームのエースであり、僕はいつもマーカーだった。周りが良く見え、キープ力があった。日本でも成功すると思う」とラニエリを評している。チーム構想に合わずリーグ戦では1試合のみ22分の出場にとどまった。監督が交代になった2000年も構想から外れ、リーグ戦開幕を前にした2月22日に退団が発表された。
2000年にスポルチ・レシフェ、2001年に再びマトネンシ、ECジュベントゥージ、2002年にイトゥアーノFCとサンタクルスFCでプレーした。プロ通算148ゴールを記録。現役引退後は実業家となり、スポーツマネジメント会社を興した。

## 個人成績
| 国内大会個人成績 | 国内大会個人成績 | 国内大会個人成績 | 国内大会個人成績 | 国内大会個人成績 | 国内大会個人成績 | 国内大会個人成績 | 国内大会個人成績 | 国内大会個人成績 | 国内大会個人成績 | 国内大会個人成績 | 国内大会個人成績 |
| 年度             | クラブ           | 背番号           | リーグ           | リーグ戦         | リーグ戦         | リーグ杯         | リーグ杯         | オープン杯       | オープン杯       | 期間通算         | 期間通算         |
| 年度             | クラブ           | 背番号           | リーグ           | 出場             | 得点             | 出場             | 得点             | 出場             | 得点             | 出場             | 得点             |
| 日本             | 日本             | 日本             | 日本             | リーグ戦         | リーグ戦         | リーグ杯         | リーグ杯         | 天皇杯           | 天皇杯           | 期間通算         | 期間通算         |
| ---------------- | ---------------- | ---------------- | ---------------- | ---------------- | ---------------- | ---------------- | ---------------- | ---------------- | ---------------- | ---------------- | ---------------- |
| 1999             | 福岡             | 26               | J1               | 1                | 0                | -                | -                | 1                | 0                | 2                | 0                |
| 通算             | 日本             | 日本             | J1               | 1                | 0                | -                | -                | 1                | 0                | 2                | 0                |
| 総通算           | 総通算           | 総通算           | 総通算           | 1                | 0                | -                | -                | 1                | 0                | 2                | 0                |